# 坎弗蘭克國際車站
坎弗兰克国际車站（西班牙語：Estación Internacional de Canfranc）是一座廢棄鐵路車站，位於西班牙比利牛斯山的村庄坎弗兰克，在松波尔特铁路隧道的末端，該隧道使波城–坎弗兰克铁路得以越過比利牛斯山脉。車站主楼于1928年开放，長240（790英尺），有365扇窗户和156扇门。

## 历史
1912年7月12日，法国一侧开始修建松波尔特铁路隧道，工程因第一次世界大战而推迟，最後于1915年完工。
1923年，西班牙项目工程师Ramírezde Dampierre于开始建造車站。1928年7月18日，車站在西班牙国王阿方索十三世和法国总统加斯东·杜梅格的見證下，正式開幕。该站有365个窗户，平台超过200（220碼）长，是當時歐洲第二大的車站，有「山上的泰坦尼克号」之稱。車站規模如此之大，是因為法國與西班牙的鐵路轨距不同（前者使用1,435（4英尺8.5英寸） 的標準軌，而後者則使用1,668（5英尺5.7英寸）的西班牙軌距），列車無法直接通行，通過車站的所有旅客、行李和货物都而需要轉車，這意味著站內需配有各種基礎建設以處理繁複的物流工作。車站內亦建有一个大型机车仓库、两个用于在兩國火车之间转运货物的棚子，以及其他各种附属建筑以及由此产生的複雜的轨道布局。车站的一部分被劃作法国领土，村里更建立了一所学校，供法国职员的孩子们使用。
西班牙内战期間，佛朗哥在西班牙一侧封锁了隧道，以防止武器走私，但根据車站建立時所簽訂的国际公约，该车站在第二次世界大战期間一直保持开放。西班牙当局与納粹德國國防軍达成了一项运营协议，货运列车向北运送开采的钨，向法国运送谷物，向南运送瑞士的轉運黄金。旅客服务亦沒有休止，這为一些犹太人和盟军士兵提供了进入西班牙的逃生路线。
据说，車站曾在電影《日瓦戈医生》（1965）的拍摄中使用过。尽管这部电影主要是在西班牙拍摄的，這說法的真偽卻不得而知。
1970年3月20日，車站的運營突然終止了。当时在波城–坎弗兰克铁路上的火车脱轨，摧毁了比利牛斯山脉法国一侧的L'Estanguet桥。在法国国家铁路资金压力下，法国政府决定不重建这座桥，因此跨界线被关闭， 结果村庄的人口急剧减少。

## 現今狀態

1994年，廢棄的坎弗兰克国际铁路站。

如今，車站大多已是杂草丛生，但大多数建筑物都完整无缺，可以进入。主楼的屋頂已重新舖置，但因处于失修状态而被圍封，公众不得進入，除非是在7月和8月時參與導賞團。2013至17年間，大约有120,000人（主要是西班牙人）参观了该车站，這數字超越了车站仍在運營的時候，使用車站的遊客的總數。
车站的主體雖已廢棄，但有些較簡樸的设施仍在使用，服務每日两列往返薩拉戈薩-德利西亞斯車站的旅客列车以及不定時的开往谷物粮仓的货运列车。
西班牙阿拉贡自治区政府计划在法國阿基坦大区政府的协助下，将车站活化成旅馆，並在其旁邊建造一个新车站，重新开通鐵路，稱为“西跨比利牛斯山铁路”。旅馆改建项目已经于2023年初竣工并开始营业。

## 另見
- 坎弗兰克地下实验室